# Un uomo da buttare
Un uomo da buttare (W.W. and the Dixie Dancekings) è un film commedia del 1975 diretto da John G. Avildsen.